# Všeň
Všeň (deutsch Weschen) ist eine Gemeinde im Okres Semily, Liberecký kraj in Tschechien.

## Geschichte
Der Ort wurde 1318 erstmals urkundlich erwähnt. 

## Gemeindegliederung
Die Gemeinde Všeň besteht aus den Ortsteilen Mokrý (Mokrei), Ploukonice (Plaukonitz) und Všeň (Weschen). Zu Všeň gehört außerdem die Einschicht Borčice.

## Partnergemeinde
- Ledro, Italien: Am 28. Juni 2008 schlossen die Städte und Gemeinden Příbram, Všeň, Milín, Buštěhrad, Nový Knín, Ptice, Chyňava und Doksy einen Partnerschaftsvertrag mit dem italienischen Gemeindeverbund Val di Ledro, die beteiligten Gemeinden Pieve di Ledro, Bezzecca, Concei, Molina di Ledro, Tiarno di Sopra und Tiarno di Sotto fusionierten 2010 zur Gemeinde Ledro.[4]

## Weblinks

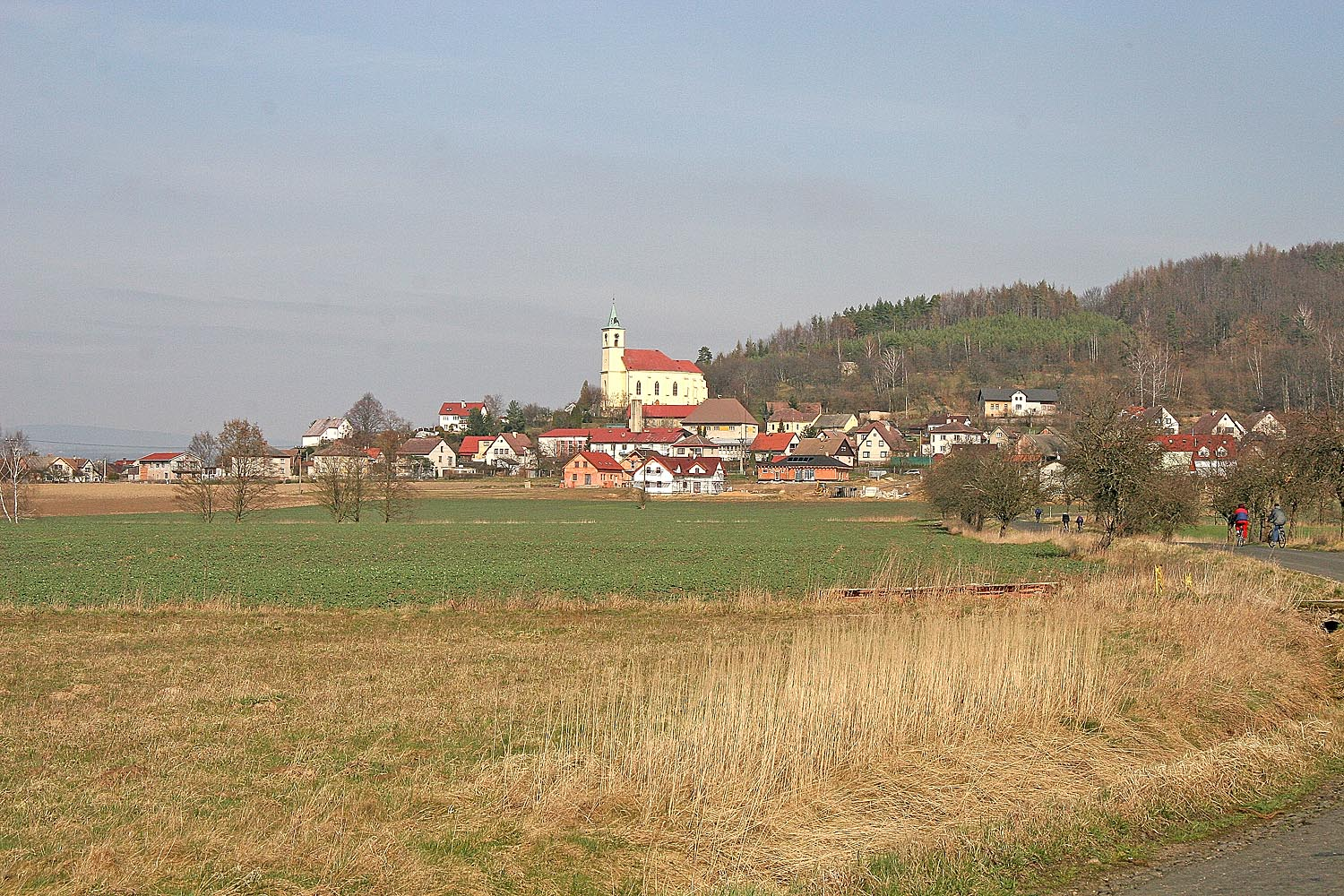
Všeň